# SERPINA5
SERPINA5 (англ. Serpin family A member 5) – білок, який кодується однойменним геном, розташованим у людей на короткому плечі 14-ї хромосоми. Довжина поліпептидного ланцюга білка становить 406 амінокислот, а молекулярна маса — 45 675.
| 10         |  | 20         |  | 30         |  | 40         |  | 50         |
| ---------- |  | ---------- |  | ---------- |  | ---------- |  | ---------- |
| MQLFLLLCLV |  | LLSPQGASLH |  | RHHPREMKKR |  | VEDLHVGATV |  | APSSRRDFTF |
| DLYRALASAA |  | PSQSIFFSPV |  | SISMSLAMLS |  | LGAGSSTKMQ |  | ILEGLGLNLQ |
| KSSEKELHRG |  | FQQLLQELNQ |  | PRDGFQLSLG |  | NALFTDLVVD |  | LQDTFVSAMK |
| TLYLADTFPT |  | NFRDSAGAMK |  | QINDYVAKQT |  | KGKIVDLLKN |  | LDSNAVVIMV |
| NYIFFKAKWE |  | TSFNHKGTQE |  | QDFYVTSETV |  | VRVPMMSRED |  | QYHYLLDRNL |
| SCRVVGVPYQ |  | GNATALFILP |  | SEGKMQQVEN |  | GLSEKTLRKW |  | LKMFKKRQLE |
| LYLPKFSIEG |  | SYQLEKVLPS |  | LGISNVFTSH |  | ADLSGISNHS |  | NIQVSEMVHK |
| AVVEVDESGT |  | RAAAATGTIF |  | TFRSARLNSQ |  | RLVFNRPFLM |  | FIVDNNILFL |
| GKVNRP     |  |            |  |            |  |            |  |            |

A: Аланін

C: Цистеїн

D: Аспарагінова кислота

E: Глутамінова кислота

F: Фенілаланін

G: Гліцин

H: Гістидин

I: Ізолейцин

K: Лізин

L: Лейцин

M: Метіонін

N: Аспарагін

P: Пролін

Q: Глутамін

R: Аргінін

S: Серин

T: Треонін

V: Валін

W: Триптофан

Кодований геном білок за функціями належить до інгібіторів протеаз, інгібіторів серинових протеаз. 
Задіяний у таких біологічних процесах, як транспорт, транспорт ліпідів, запліднення. 
Білок має сайт для зв'язування з молекулою гепарину. 
Секретований назовні.